# 馬籠ふるさと学校
馬籠ふるさと学校 （まごめふるさとがっこう）は、岐阜県中津川市にある文化施設（交流施設）。
中津川市の条例上では、中津川市馬籠文化交流施設の一つである。

## 概要
- 2005年（平成17年）3月に廃校となった旧・長野県木曽郡山口村の山口村立神坂小学校の校舎、体育館を転用した施設である。2010年（平成22年）開館。
- 開館当初は社会教育施設として運動施設や教室の貸館などで利用されていたが、2017年（平成29年）に研修・宿泊施設及び地域の拠点施設として改修。2018年（平成30年）にスポーツ合宿機能、外国人観光客宿泊機能、地域交流機能を有する施設としてリニューアル[2]。公募型プロポーザル方式によりクアリゾート湯舟沢が指定管理者となり運営となり[2]、宿泊施設は「ゲストハウスgaku馬籠」となる。
- 2022年（令和4年）4月からは指定管理者制度を止め、中津川市直営の施設となる。同時に宿泊・合宿の利用貸出が一時停止となっている。

## 施設概要

### 校舎棟
- 旧・神坂小学校校舎（木造2階建）。
  - 宿泊室：個室（旧・校長室）、バンクベッドルーム（旧・教室）
  - 調理室（旧・家庭科室）
  - 多目的ルーム：一部は合宿宿泊室としても利用可能
  - 交流室
  - 会議室
  - 観光案内
  - シャワールーム

### 体育館
- 旧・神坂小学校体育館（鉄骨鉄筋コンクリート造）
  - アリーナ（バスケットコート2面）
  - ステージ

### 運動場
- 旧・神坂小学校校庭

## 交通アクセス

### 公共交通機関
- 北恵那交通「馬籠」バス停より徒歩約10分
  - JR中央本線中津川駅より馬籠線「馬籠」行き
  - JR中央本線坂下駅より藤沢線「馬籠」行き

### 自動車
- 中央自動車道中津川ICより約15分

## 周辺施設
- 馬籠宿
  - 馬籠脇本陣史料館
  - 藤村記念館
  - 清水屋資料館
- まごめ自然植物園